# Takuto Niki
Takuto Niki (japanisch 仁木 拓人 Niki Takuto; * 12. Oktober 1987 entweder in San Diego, Kalifornien, Vereinigte Staaten oder in Tsukuba, Japan) ist ein japanischer Tennisspieler.

## Karriere
Niki spielt hauptsächlich auf der ITF Future Tour und der ATP Challenger Tour. Auf ersterer gewann er sechs Titel im Einzel und 15 Titel im Doppel.
2015 kam er in Shenzhen bei den Shenzhen Open zu seinem Debüt auf der ATP World Tour. Nach überstandener Qualifikation unterlag er in der Auftaktrunde Bai Yan mit 1:6, 5:7.